# 北京市第一六六中学
北京市第一六六中学，位于北京市东城区灯市东口同福夹道3号，是一所全日制完全中学，创建于1864年。该校的前身“贝满女中”（英語：Bridgeman Girls' School）是北京最早的西式学校，也是北京最早的女子学校。

## 历史

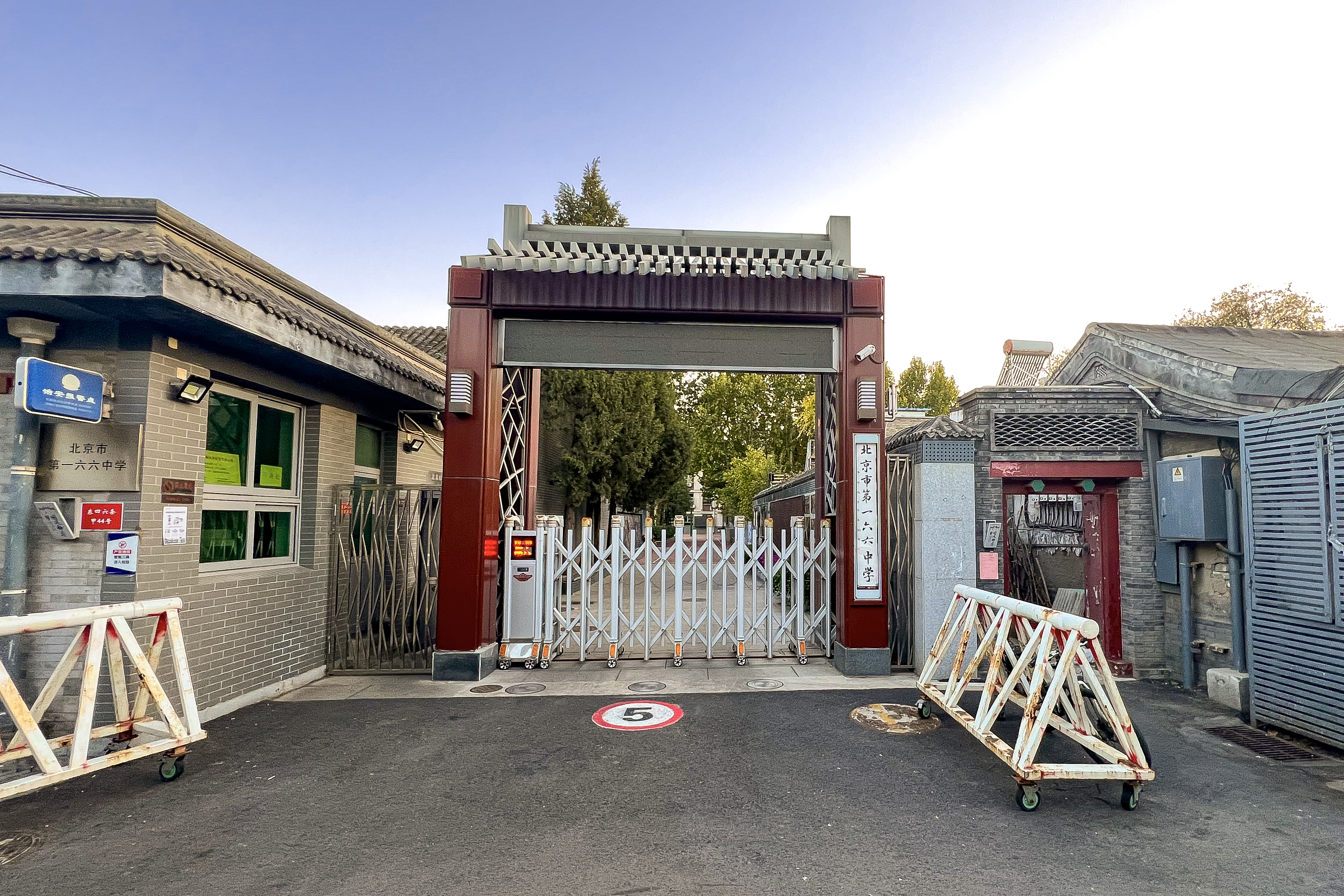
166中学东校区，原为徐世昌宅邸、128中学

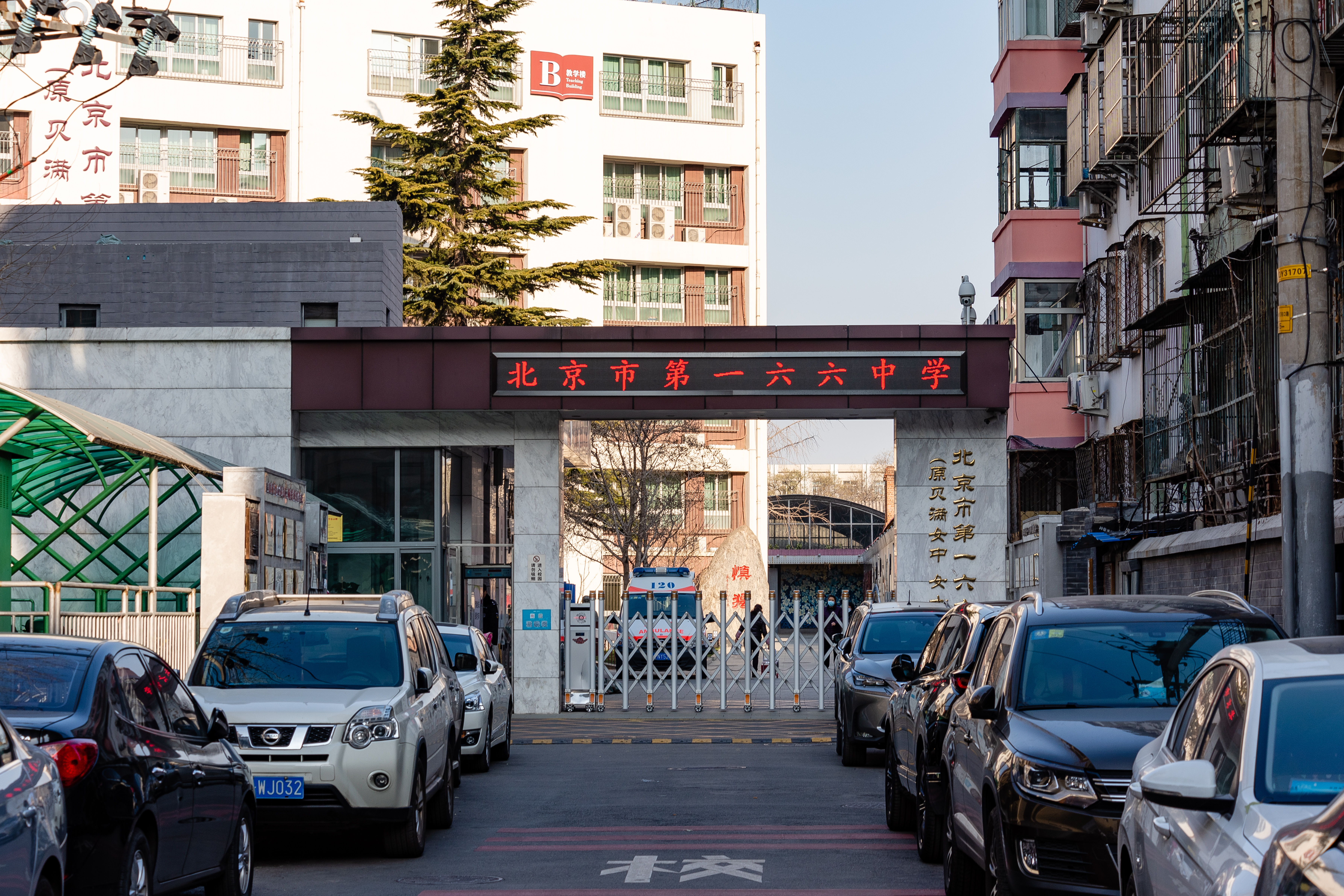
更换为在校生所书校牌前的校门（2020年12月）

该校的前身是裨吉励莎创办于1864年的“贝满女塾”，这是一座规模很小的女子小学，教员多由传教士兼任，最早的学生主要是穷人家的女童和街头乞讨女童。创办人裨吉励莎（Eliza Jane Bridgman，即贝满夫人）为纪念其亡夫公理会传教士裨治文（E. G. Bridgman，即贝满），出资在灯市口大鹁鸪胡同14号购买房产，并新建房屋，建成此女子小学。裨吉励莎主持校务直至1868年退休，由美国公理会接手经办，博教士（M. H. Porter）接任负责人，当时学生已达17人。1870年该校曾一度停办，1872年恢复。1882年，博教士调往山东，江女士（J. E. Chapin）继任校长。到1889年，在校人数达到34人。1889年，谢女士（M. E. Sheffield）被派负女校之责。
1895年，该校开设四年制女子中学，定名为“裨治文中学”（英文），当时招收72名女中学生，第一届学生1899年毕业。义和团运动时，校舍被全部焚毁，1/3的学生被杀害，其余学生逃入英国驻华公使馆，后来又集中到一处临时房舍上课多月。1901年，博教士返回北京，筹备重建该校。1902年，校舍向南扩建，校门设在灯市口大街北侧的美国公理会大院内（今北京市第二十五中学校园），建成一座曲尺形教学楼及辅助设施，直通往灯市口大街。学校在1903年竣工，按照中国传统，小学称“蒙学”，中学称“中斋”，大学称“书院”，所以新校舍的大门上题写“贝满中学校”，教学楼入口处题写“贝满中斋”，此时小学改称“培元蒙学”。
1903年，传教士李白沙（Bertha P. Reed）、麦美德（Luella Miner）分别自保定、通州来到北京，负责筹备华北协和女子大学。麦美德1903年获聘为贝满女校第三任校长，此后该校开始开设一些大学课程。1904年该校学生毕业时已学习一年的大学课程，这是中国女子高等教育的开端。这时，华北教育联盟（The North China Educational Union）决定将裨治文中学发展为一所四年制女子大学，作为该联盟的组成部分。1905年，华北协和女子书院成立，麦美德同时担任贝满女校和华北协和女子书院的校长。直到1913年，中学、小学另有校长，麦美德才开始专门担任华北协和女子书院的校长。为扩大校园，麦美德再度从美国筹款，在原校址东侧约300米处购置佟府小院一处（即今北京市第一六六中学校园），占地面积十多亩，始建于明朝嘉靖年间，原是严嵩之子嚴世蕃府邸，清朝初年被赐给顺治帝佟妃（康熙帝之母）的家人佟国维，所以称“佟府”。中华民国成立以后，教会购得此房产，院内中式建筑被改为教室、实验室、图书馆、教师住宅等，后来还加建学生食堂、宿舍等。1916年，华北协和女子书院迁入佟府，更名为“华北协和女子大学”。灯市口的校舍则留给中学、小学使用。1920年，华北协和女子大学并入燕京大学，成为燕京大学女校。此后，燕京大学女校继续留在佟府，直到1926年才和燕京大学男校（校址在北京崇文门内灰甲厂）迁往海淀（今为北京大学校园），1928年女校和男校完全合并，称燕京大学。
1923年，中学发展为三三制完全中学。1926年搬迁到灯市口同福夹道的佟府。后来定名为“北平私立贝满女子中学”。1930年代初期，该校稳定在初中9个班、高中6个班的规模。1941年，该校被日伪当局改名为“北京第四女子中学”，1945年抗日战争胜利后恢复“北平私立贝满女子中学”名称。1951年改为“五一女中”，1952年改为“北京市第十二女子中学”。1963年，初中部、高中部独立设校，初中部改为“北京市灯市口女子中学”（后来并入北京市第二十五中学），高中部仍为“北京市第十二女子中学”。1968年，北京市第十二女子中学更名为“红卫中学”，1971年又改名为“北京市第一六六中学”，沿用至今。该校现为北京市示范性普通高中。
2003年，位于东四六条的128中学（曾为徐世昌宅邸）并入166中学，成为其东校区；同时被并入166中的还有原164中初中部（164中自身位于南弓匠营78号，其高中部则并入五中）。
2022年2月起，166中学开始使用在校生题写的校牌，并定期换挂不同学生书写的校牌。

## 校园
贝满女中建筑遗存位于灯市口大街55号，建于清朝晚期。贝满女中原建筑现存三栋楼房，自南至北分别是邵氏楼、贝氏楼、贝满中斋。
- 邵氏楼：二层，砖木结构，坡顶，东侧、北侧有围廊。
- 贝氏楼：二层，砖木结构。
- 贝满中斋：平面呈曲尺形。中间为钟楼，高四层，上有平台，四周有女儿墙；两侧为二层砖木结构。该楼南侧中间开有一门，门上方有砖刻门额“贝满中斋”四字。[10]

## 知名校友
- 李德全（中华人民共和国卫生部部长）
- 冰心（作家）
- 谢希德（复旦大学校长）
- 韩素音（作家）
- 王琇瑛（中国第一位南丁格尔奖章获得者）
- 王承书（物理学家）
- 蒋丽金（化学家）
- 孙维世（戏剧家）
- 张筠英（表演艺术家）
- 鲍蕙乔（钢琴演奏家）
- 周懿娴（篮球运动员、教练，新中国篮球50杰）

## 趣闻
1974年3月21日，时任中央政治局委员的华国锋以平民身份出席北京一六六中学学生家长会，其女儿苏莉当时为一六六中学学生。